# 高崎正風

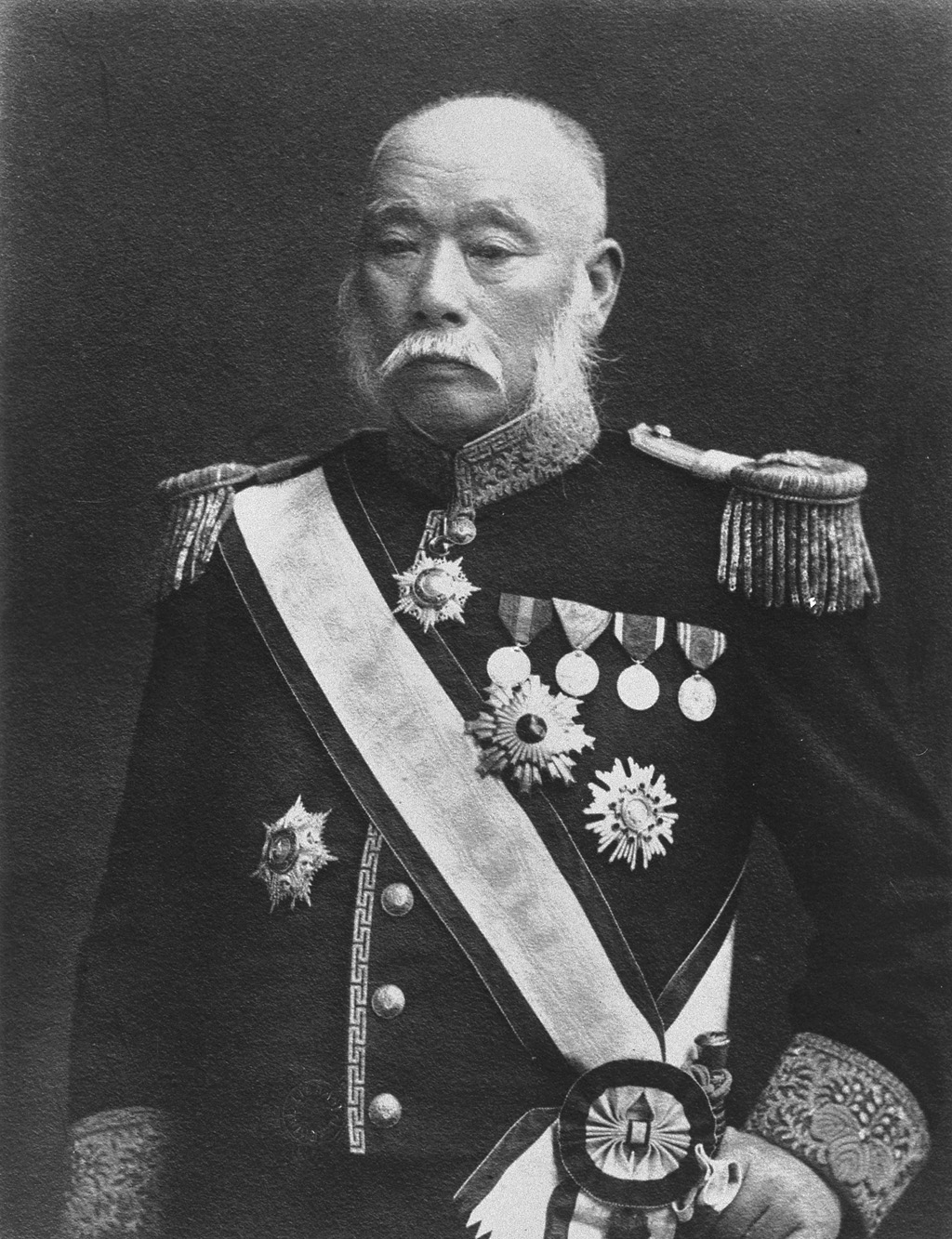
高崎正風

高崎 正風（たかさき まさかぜ、1836年9月8日（天保7年7月28日 ） - 1912年（明治45年）2月28日は、日本の武士（薩摩藩士）、官僚、政治家、作詞家、歌人。通称は左太郎、他に伊勢、左京、豊麿とも。号は宝義堂。長男元彦は日露戦争で戦死し、その跡は正光、正人と続く。

## 高崎氏
高崎氏は豊後大友氏の一族で、一万田景直の庶子高崎忠能を祖とする氏族である。大友氏の姫君が島津氏に嫁いだ際に御付きとして薩摩に来訪し、姫君の子孫でもある歴代の島津氏当主に代々仕えた。

## 生涯
薩摩国鹿児島郡鹿児島近くの川上村（現在の鹿児島県鹿児島市川上町）出身。薩摩藩士高崎五郎右衛門温恭の長男。母は登米子（新納常善女）。幼名は左太郎。
嘉永2年（1849年）、お由羅騒動によって父五郎右衛門が切腹し、翌3年（1850年）に正風も連座して奄美大島に流刑となった。嘉永5年（1852年）に赦免されて鹿児島に戻るも、士分に復籍することは許されておらず、苗字を名乗ることはできなかった。そのため、鶴園親義という歌名を用いて、友人の折田寧行とともに歌人・若松則文の門下生となった。やがて若松の師である八田知紀にその才能を認められ、八田に弟子入りすることとなる。
文久元年（1861年）2月、未だ士分復籍が許されぬ中、父の五郎右衛門とともにお由羅騒動で切腹した山田清安の孫の貞子と結婚する。そして翌2年（1862年）2月11日、藩より家督相続・士分復籍を許され、晴れて高崎姓を名乗り、14日に五番組小与八番に組み入れられる運びとなった。
一方この頃、薩摩藩主の父である島津久光が公武合体を実現すべく上京していたが、京都では有馬新七ら尊王攘夷派が暴挙に出ようとしていた。久光はこれを知り、左太郎と藤井良節を急ぎ京都に上らせた。上京した左太郎は淀川で暴挙の準備をする橋口壮介・柴山竜五郎らを見つけ、久光にこれを報告し、寺田屋騒動の立役者となる。これにより久光の信頼を得て、その後は土佐の小南五郎右衛門や武市瑞山、長州の宍戸九郎兵衛や久坂玄瑞らと会うなど、諸藩との交渉役・偵察役として活躍する。また青蓮院宮とも会い、「九重の　雲井の菊を　折りかざす　今日ぞわが世の　さかりなるらん」という歌を送っている。この歌は青蓮院宮を通じて時の孝明天皇の目に入り、天皇からお褒めの言葉を受けたという。
薩英戦争では伝令を務めるが、公武合体派であり、久光の意を受けて会津藩公用方秋月悌次郎・広沢富次郎・大野英馬・柴秀治らに密かに接触する。そして文久3年（1863年）8月18日、青蓮院宮改め中川宮と、秋月ら会津藩と協力して、京都から長州藩を追い落とすのに成功し（八月十八日の政変）、薩会同盟の立役者となる。その功により京都留守居役に任命され、翌元治元年（1864年）には、薩摩藩士でありながら中川宮・山階宮の家臣となった。そして、山階宮から伊勢、のちに左京の名を賜る。また、慶応元年（1865年）には仁和寺宮のもとにも勤めるようになる。
しかし、その後藩内で討幕を望む声が大きくなり、薩長同盟が結ばれるなどして薩会同盟が消滅していくと、公武合体派は退潮を余儀なくされ、左京も一時帰国することとなる。その後再び京都に上り、王政復古後の慶応4年（1868年）に征討軍参謀を仰せ付けられるも大坂城の落城を理由に辞退し帰国する。このように武力討幕に反対して西郷隆盛らと対立したため、維新後は不遇をかこった。
その後、豊麿と改名。明治2年（1869年）から明治4年（1871年）まで、薩摩藩の垂水（現鹿児島県垂水市）の行政管理をし、「へし児」対策を施した。
明治4年（1871年）に新政府に出仕。翌5年（1872年）に左院視察団の一員に任じられ、2年近く欧米諸国を視察。明治8年（1875年）に宮中の侍従番長、翌9年（1876年）から御歌掛などを務め、同年に侍補となり、明治11年（1878年）から翌12年（1879年）にかけて元田永孚・佐々木高行・土方久元・吉井友実らと天皇親政運動を展開したが、明治12年に政府に侍補を廃止され失敗した。
明治19年（1886年）に二条派家元三条西季知が死去した後を受け御歌係長に任命される。明治21年（1888年）には御歌所初代所長に任命された。明治23年（1890年）、皇典講究所所長山田顕義の懇請により初代國學院院長（明治26年まで）。明治28年（1895年）、枢密顧問官を兼ねた。明治40年（1907年）、かつて交友のあった中山三屋の三十三回忌追善集『浮木廼亀』の刊行に関与した。
明治45年（1912年）2月28日75歳で死去。青山霊園に墓地がある。
明治20年（1887年）5月24日には、維新の功が認められ男爵を授けられた。明治31年（1898年）勲一等瑞宝章、明治38年（1905年）勲一等旭日大綬章、死去にあたっては正二位勲一等旭日桐花大綬章を授けられる。
御歌所派とも呼ばれる旧派和歌の中心。「紀元節」（作曲：伊沢修二）、「勧学の歌」（作曲：奥好義）、「水漬く屍」（作曲：吉本光義）などの作詞も担当した。

## 親族
- 父 - 高崎五郎右衛門
- 母 - 登米子（薩摩藩士新納常善娘）
- 室 - 貞子（薩摩藩士山田実有長女）
- 継室 - 鎨子（吉田藩主伊達宗孝三女）
- 長男 - 高崎元彦（海軍軍人[注釈 3]）
- 次男 - 山田益彦（宮内官僚）
- 三男 - 茂雄
- 長女 - 竹子 田中阿歌麿子爵の妻
- 次女 - 松子 芝山家13代当主芝山孝豊子爵の妻[17]
- 孫 - 高崎正光 男爵
- 甥 - 曽山幸彦
- 従兄弟 - 高崎五六

## 栄典
位階
- 1884年（明治17年）8月30日 - 正五位[18]
- 1886年（明治19年）10月28日 - 従四位[19]
- 1890年（明治23年）7月9日 - 従三位[20]
- 1900年（明治33年）3月20日 - 正三位[21]
- 1907年（明治40年）5月10日 - 従二位[22]
- 1912年（明治45年）2月28日 - 正二位[23]

勲章等
- 1885年（明治18年）4月7日 - 勲四等旭日小綬章[24]
- 1886年（明治19年）11月30日 - 勲三等旭日中綬章[25]
- 1889年（明治22年）11月25日 - 大日本帝国憲法発布記念章[26]
- 1890年（明治23年）1月21日 - 銀製黄綬褒章[27]
- 1894年（明治27年）6月19日 - 勲二等瑞宝章[28]
- 1898年（明治31年）7月20日 - 勲一等瑞宝章[29]
- 1905年（明治38年）12月22日 - 旭日大綬章[30]
- 1912年（明治45年）2月28日 - 旭日桐花大綬章[23]

外国勲章佩用允許
- 1891年（明治24年）6月1日 - オスマン帝国：美治慈恵第二等勲章[31]
- 1907年（明治40年）6月13日 - 大韓帝国：勲一等太極章[32]